# 西伯利亚平原狼
西伯利亚平原狼（学名： Canis lupus campestris）是一個來自裏海大草原，高加索草原地区， 窩瓦河地区低地，哈萨克斯坦南部北部到恩巴中部，以及前苏联南欧部分的草原地区的灰狼亚种。它可能同时也生活在阿富汗北部和伊朗，罗马尼亚远东地区、匈牙利和东欧其他地区的草原地区。有研究显示，这种狼是狂犬病的宿主之一。由于它的栖息地较靠近人类和家畜，所以对有效疫苗的需求很高。

## 體徵
西伯利亚平原狼的平均體重為35-40公斤（77-88磅）。與欧亚狼相比，它的体型小，皮毛更稀疏，更粗糙，耶更短。其脅腹部分程浅灰色，背部则是程生锈的灰色或棕色，也混有一些黑色的毛发。垂丝上的防护毛通常不超过70-75毫米。中亚和哈萨克斯坦的草原狼的皮毛往往有更红的色调。尾巴有很多毛。其头骨长224-272毫米，宽128-152毫米。偶尔会過捕裏海海豹 。